# Морімото Такаюкі
Такаюкі Морімото (яп. 森本 貴幸, нар. 7 травня 1988, Кавасакі) — японський футболіст, нападник «ДЖЕФ Юнайтед» та національної збірної Японії.
Морімото є наймолодшим японським футболістом, який коли-небудь виходив на поле в матчі дорослих команд, наймолодшим автором гола в історії J-ліги. Його порівнювали з молодим Роналдо по техніці, силі і швидкості.

## Клубна кар'єра
Народився 7 травня 1988 року в місті Кавасакі. Вихованець юнацьких команд футбольних клубів «Цудаяма» та «Токіо Верді».
У дорослому футболі дебютував 2004 року виступами за команду клубу «Токіо Верді», в якій провів три сезони, взявши участь у 46 матчах чемпіонату.
Своєю грою за цю команду привернув увагу представників тренерського штабу італійської «Катанії», до складу якого приєднався влітку 2006 року. Відіграв за сицилійський клуб наступні п'ять сезонів своєї ігрової кар'єри.
11 липня 2011 року перейшов у «Новару» з «Катанії» на правах спільного володіння, але по завершенні сезону повернувся в сицилійській клуб, де провів півроку, після чого на правах оренди перейшов до еміратського «Аль-Наср» (Дубай).
Влітку 2013 року 25-річний японець повернувся на батьківщину, підписавши контракт з «ДЖЕФ Юнайтед Ітіхара Тіба».

## Виступи за збірні
2004 року дебютував у складі юнацької збірної Японії. Протягом 2005–2008 років залучався до складу молодіжної збірної Японії. Морімото представляв Японію на чемпіонаті Азії U-20 у 2004 році і на молодіжному чемпіонаті світу в 2005 році.
У складі олімпійської збірної був учасником футбольного турніру на Олімпійських іграх 2008 року у Пекіні.
10 жовтня 2009 року Морімото дебютував у складі національної збірної Японії в матчі проти збірної Шотландії, вийшовши на заміну замість Рьоїті Маеди. 14 жовтня того ж року він вийшов у стартовому складі в грі проти збірної Того і забив свій перший гол за збірну у матчі, що закінчився з рахунком 5-0.
У складі збірної був учасником чемпіонату світу 2010 року у ПАР.
Наразі провів у формі головної команди країни 10 матчів, забивши 3 голи.
| Дата       | Місто    | Господарі | Результат | Гості          | Турнір                       | Голи | Примітки |
| ---------- | -------- | --------- | --------- | -------------- | ---------------------------- | ---- | -------- |
| 10/10/2009 | Йокогама | Японія    | 2 – 0     | Шотландія      | товариський матч             | -    |          |
| 14/10/2009 | Сендай   | Японія    | 5 – 0     | Того           | товариський матч             | 1    |          |
| 03/03/2010 | Тойота   | Японія    | 2 – 0     | Бахрейн        | Кваліфікація кубка Азії 2011 | -    |          |
| 24/05/2010 | Сайтама  | Японія    | 0 – 2     | Південна Корея | товариський матч             | -    |          |
| 30/05/2010 | Грац     | Англія    | 2 – 1     | Японія         | товариський матч             | -    |          |
| 04/06/2010 | Сйон     | Японія    | 0 – 2     | Кот-д'Івуар    | товариський матч             | -    |          |
| 07/09/2010 | Осака    | Японія    | 2 – 1     | Гватемала      | товариський матч             | 2    |          |
| 04/09/2010 | Йокогама | Японія    | 1 – 0     | Парагвай       | товариський матч             | -    |          |
| 08/10/2010 | Сайтама  | Японія    | 1 – 0     | Аргентина      | товариський матч             | -    |          |
| 23/05/2012 | Фукурой  | Японія    | 2 – 0     | Азербайджан    | товариський матч             | -    |          |
| Усього     |          | Матчів    | 10        |                | Голів                        | 3    |          |

## Титули і досягнення
- Володар Кубка Імператора Японії (1):

«Токіо Верді»: 2004
- Володар Суперкубка Японії (1):

«Токіо Верді»: 2005
- Чемпіон Японії (1):

«Кавасакі Фронтале»: 2017